# Demolition Man
«Demolition Man», неофициально известная как «Миссия с вертолётиком» (англ. Helicopter mission) — миссия из компьютерной игры Grand Theft Auto: Vice City.

## Сюжет
Эйвери Кэррингтон просит главного героя игры, Томми Версетти, уничтожить стройку. Игрок садится в фургон и с помощью радиоуправляемого вертолёта должен доставить 4 взрывчатки на стройку. Охрана и вооружённые строители всячески пытаются помешать Версетти, ломая вертолёт.

## Отзывы
Журналисты отмечают сложность миссии. Они пишут, что управление вертолётом на клавиатуре труднее, чем на геймпаде. Также задачу усложняют строители. Джейк Ди из Screen Rant назвал «Demolition Man» самой сложной миссией в GTA: Vice City и подчеркнул, что летать внутри здания труднее, чем на улице. Нирадж Бансал из Sportskeeda также включил уровень на 1 место в топе самых сложным миссий игры. Его коллега Дэнни Сахбегович описал «Demolition Man» как «одну из самых презираемых миссий в серии GTA», а не только в Vice City. Джим Роули из Looper в своей статье «The Most Infuriating Moments In Grand Theft Auto» акцентировал внимание на недовольстве пользователей Reddit данной миссией. Брэндон Джейкобс включил «Demolition Man» в список «10 самых запоминающихся миссий GTA», заявив, что «о ней легче сказать, чем пройти».